# Juan José García-Moreno
Juan José García-Moreno Muñoz (Fuencaliente, Ciudad Real, España, 10 de marzo de 1906-Almodóvar del Campo, Ciudad Real, 18 de noviembre de 1939) fue un agricultor español, alcalde Primero del pueblo manchego de Fuencaliente durante la Guerra civil española, y miembro del Consejo Municipal del mismo municipio. Fue víctima de la represión franquista inmediatamente después de la guerra civil.

## Biografía
De familia humilde, trabajaba en el cultivo de grano, y en el transporte del mismo. Se casó en 1932, mismo año en el que se afilió a la Unión General de Trabajadores (UGT).
No fue hasta tres años después, en 1935, cuando se afilió al partido de Manuel Azaña, Izquierda Republicana, integrado en el Frente Popular. Antes de la sublevación del ejército, fue elegido Alcalde Primero en febrero de 1936. Tuvo que huir al campo debido a la persecución que sufría por parte del bando sublevado. A su vuelta, tuvo diferentes cargos en el Ayuntamiento, hasta el 21 de mayo de 1938, momento en el cual tuvo que marchar al frente. Se desconoce su destino, así como en el momento exacto de su regreso. El 1 de abril de 1939 se produjo la ocupación militar del pueblo de Fuencaliente, desencadenando la detención de Juan José por su condición de exalcalde republicano, acusado de adhesión a la rebelión. 
El 17 de agosto de ese mismo año, con 33 años, es declarado culpable del delito de adhesión a la rebelión, siendo condenado a muerte en consejo de guerra sumarísimo. La madrugada del 18 de noviembre fue fusilado en Almodóvar del Campo (como es habitual en los informes de esa época, en el expediente aparece como causa de la muerte una hemorragia traumática). 

## Después de la Guerra Civil
Tal y como reconoce la Ley de la Memoria Histórica (Ley 52/2007, de 26 de diciembre)
por la que se reconocen y amplían derechos y se establecen medidas en favor de quienes padecieron persecución o violencia durante la guerra civil y la dictadura, las sentencias de los tribunales fueron dictadas por motivos políticos, ideológicos o de creencia [...] contra quienes defendieron la legalidad institucional anterior, pretendieron el restablecimiento de un régimen democrático en España o intentaron vivir conforme a opciones amparadas por derechos y libertades hoy reconocidos por la Constitución.
En el momento de su muerte, su mujer contaba con 32 años; tenía una hija de 6 años y otra de 3. La familia tuvo que esperar hasta 1969 para que Francisco Franco dictara el Decreto-Ley 10/1969, "por el que prescribían todos los delitos cometidos antes de 1 de abril de 1939". En 1979 se publicó la Ley 5/1979, de 18 de septiembre "sobre reconocimiento de pensiones, asistencia médico-farmacéutica y asistencia social a favor de las viudas, hijos y demás familiares de los españoles fallecidos como consecuencia o con ocasión de la pasada guerra civil."
A pesar de que en los informes a los que se pudo acceder tras la creación del Centro Documental de la Memoria Histórica se especifica que fue fusilado en la tapia del cementerio, su cuerpo no ha sido encontrado tras la exhumación de la única fosa conocida en esa tapia.